# 오목눈이속
오목눈이속(Aegithalos)은 오목눈이과에 속하는 조류 속의 하나이다.

## 하위 종
- A. fuliginosus
- A. iouschistos
- A. bonvaloti
- A. leucogenys
- A. niveogularis
- 오목눈이 (A. caudatus)
- 검은목오목눈이 (A. concinnus)
- 피그미오목눈이 (A. exilis)

## 화석 종
- A. gaspariki (마이오세 후기, 헝가리 Polgardi)[2]
- A. congruis (플리오세, 헝가리 Csarnota)[2]